# Hartlepool Submerged Forest
Hartlepool Submerged Forest is een 19,7 hectare grote kuststrook van geologische en archeologische waarde in de unitary authority Hartlepool, Engeland. Het gebied ligt aan de Noordzee, één kilometer ten zuiden van de Hartlepool-marina.

## Het woud

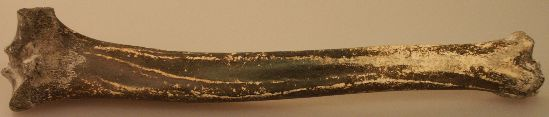
Hertenbot.

In het 8e millennium v.Chr. was de Noordzee een met bomen begroeid moerasland, iets daarvan is terug te vinden in een woud dat zich 400 meter langs de kust bij Hartlepool uitstrekt. Het woud kwam onder water te staan toen, na de laatste ijstijd, in de volgende 5.000 jaar de zeespiegel steeg, maar het bleef geconserveerd tot de dag van vandaag als veenachtige grond. Bij tijd en wijle is het woud vanaf het strand te zien als het bij laagwater boven water komt. Af en toe komen er dierlijke botten boven water waaronder die van herten en everzwijnen.

## De jagers
Vuurstenen gereedschap en andere artefacten wijzen op menselijke activiteiten in de streek ten tijde van het mesolithicum. De vondst van een 4700 jaar oud skelet van een neolithische man werd door archeologen als een opwindende vondst ervaren. De man die tussen de vijfentwintig en dertig jaar oud was, werd op zijn rechterzijde in een foetushouding begraven. Een kleine hoeveelheid microlieten is bij zijn elleboog gevonden en er zijn sterke aanwijzingen dat hij bedekt was met berkentwijgen. Strikt genomen betreft het geen veenlijk maar de wijze van begraven wijst op een rituele of ceremoniële betekenis. In dat geval zou het naast de Lindowman het enige exemplaar hiervan in Engeland zijn.
In 1984 werd op het strand een meer dan twee meter lange kluwen vlechtwerk ontdekt, dat door erosie van het veen vrijgekomen was.
De universiteit van Durham heeft de ouderdom van het vlechtsel via C14-datering tot 3600 v.Chr. vastgesteld, het was waarschijnlijk een fuik.

## De boeren
Uit palynologisch onderzoek is gebleken dat in het begin van het Neolithicum door menselijk ingrijpen het landschap rond 3000 v.Chr. veranderde. Uit het pollenonderzoek bleek dat de bomen plaats moesten maken voor grassen. De hoeveelheid houtskool uit dezelfde tijd toonde aan dat bossen werden verbrand om landbouwgrond te krijgen. In de buurt van Middlesbrough werd in 1872 een boomstronk gevonden, die sporen van bijlslagen droeg, en op het strand werd in 1981 een deel van een stenen bijl gevonden (niet noodzakelijkerwijs dezelfde bijl).
In de turf hebben de boeren hun sporen nagelaten in de vorm van potscherven samen met restanten vuursteen, waar wapens en gereedschap van werden gemaakt, en een houten lid met een handvat. Runder- en varkensbotten geven een indicatie welke dieren er werden gehouden. Op het strand bij Newburn Bridge werd in 1990 een rij houten staken gevonden die waarschijnlijk deel uitmaakten van een hekwerk. Deze constructie samen met een stuk gewei en een vuilnisberg wijzen op een nederzetting.
De site is ook van groot belang voor het begrip van de zeespiegelstijging en verandering van het milieu sinds de laatste ijstijd.